# Jiří Schwarz
Jiří Schwarz (* 25. dubna 1960 Bílovec) je český ekonom. Působil na Katedře ekonomie Národohospodářské fakulty Vysoké školy ekonomické v Praze. Od února 2022 je rektorem Anglo-American University v Praze.

## Život
Do školy začal chodit v Prešově na východním Slovensku, kde absolvoval větší část povinné školní docházky. Po maturitě na gymnáziu v Novém Jičíně absolvoval v roce 1984 Národohospodářskou fakultu Vysoké školy ekonomické a dále pokračoval ve svém působení na ní jako člen katedry dějin ekonomických teorií, později katedry ekonomických teorií a od roku 2004 katedry ekonomie. Získal zde titul kandidáta věd a docenta. V letech 2003–2010 působil na této fakultě jako děkan. V letech 1984 až 1989 byl členem KSČ.
Působil či působí v českých i zahraničních vědeckých institucí v oboru ekonomie, např. lucemburském L'Institut de Recherches Economiques et Fiscales, turínském International Center for Economic Research, je členem Vědecké rady Národohospodářské fakulty VŠE a Vědecké rady Národohospodárskej fakulty Ekonomické univerzity v Bratislavě.
Od roku 1990 je prezidentem Liberálního institutu, think-tanku klasického liberalismu. V roce 1994 se stal členem Montpelerinské společnosti a roku 2010 byl na šestileté období zvolen do její správní rady.
V prosinci 1991 se stal členem představenstva privatizačního fondu Šrejber Tennis Investing, který založil Milan Šrejber.
Na začátku roku 2009 a znovu v roce 2010 byl jmenován členem Národní ekonomické rady vlády.
V kampani před sčítáním lidu roku 2011 se přihlásil ke katolické víře. Expremiér Mirek Topolánek jej uvádí jako svého kmotra při své konverzi ke katolické víře.
Věnoval se přípravě majetkového vyrovnání státu s církvemi v době sociálnědemokratického ministra kultury Pavla Dostála. Vyrovnání obhajoval z pozice člena NERV znovu v roce 2012, za což byl kritizován sociálními demokraty a mluvčí vlády Michal Schuster upřesnil, že Schwarz prezentoval svůj pohled, nikoli postoj celé Národní ekonomické rady vlády.
V září 2012 se stal jedním z šesti iniciátorů výzvy k přímé volbě poslanců do Parlamentu ČR.